# Deutschland Cup (kayak-polo)
Pour les articles homonymes, voir Deutschland Cup.
La Deutschland Cup est une prestigieuse compétition par clubs de kayak-polo européen, qui se déroule à Essen, en Allemagne.
Le 38e tournoi se déroulera du 30 mai au 1er juin 2009.